# Santiago Rodríguez Molina
Santiago Mariano Rodríguez Molina (Montevideo, Uruguay; 8 de enero de 2000) es un futbolista uruguayo que juega como mediocampista ofensivo en Botafogo F. R., del Campeonato Brasileño de Serie A.

## Trayectoria
Rodríguez surgió de las inferiores de Nacional de Montevideo. Hizo su debut oficial el 4 de febrero de 2019 frente a Peñarol, en el partido que terminó con la obtención de la Supercopa Uruguaya 2019.
El 3 de noviembre de 2020, Montevideo City Torque confirmó que habían fichado a Rodríguez, dejándolo como cedido en Nacional hasta final de año.
El 9 de junio de 2021, New York City firma al mediocampista, en condición de préstamo, hasta diciembre de 2022. Hizo más de 50 apariciones por liga para el club durante dos temporadas, ayudando al equipo a ganar la MLS Cup en 2021. En septiembre de 2022, fue nombrado el jugador del mes del club.
Al regresar a Torque, se habló de un posible paso de Rodríguez al fútbol de Brasil, pero finalmente, luego meses de incertidumbre en torno a su futuro, en marzo de 2023, se une de forma permanente al conjunto de la Major League Soccer, firmando un contrato de cuatro años, aún después de haber sido crítico con la competitividad de la liga estadunidense.

## Estadísticas

### Clubes
Actualizado hasta su último partido disputado el 15 de junio de 2025.
| Club                               | Div.          | Temporada     | Liga  | Liga  | Liga   | Copas nacionales | Copas nacionales | Copas nacionales | Copas internacionales | Copas internacionales | Copas internacionales | Total | Total | Total  |
| Club                               | Div.          | Temporada     | Part. | Goles | Asist. | Part.            | Goles            | Asist.           | Part.                 | Goles                 | Asist.                | Part. | Goles | Asist. |
| ---------------------------------- | ------------- | ------------- | ----- | ----- | ------ | ---------------- | ---------------- | ---------------- | --------------------- | --------------------- | --------------------- | ----- | ----- | ------ |
| C. Nacional de F. · Uruguay        | 1.ª           | 2019          | 22    | 6     | 10     | 1                | 0                | 1                | 6                     | 0                     | 0                     | 29    | 6     | 11     |
| C. Nacional de F. · Uruguay        | 1.ª           | 2020          | 19    | 5     | 5      | —                | —                | —                | 5                     | 2                     | 0                     | 24    | 7     | 5      |
| C. Nacional de F. · Uruguay        | Total club    | Total club    | 41    | 11    | 15     | 1                | 0                | 1                | 11                    | 2                     | 0                     | 53    | 13    | 16     |
| Montevideo City Torque · Uruguay   | 1.ª           | 2021          | 2     | 0     | 0      | —                | —                | —                | 6                     | 0                     | 0                     | 8     | 0     | 0      |
| Montevideo City Torque · Uruguay   | 1.ª           | 2023          | 1     | 1     | 0      | —                | —                | —                | —                     | —                     | —                     | 1     | 1     | 0      |
| Montevideo City Torque · Uruguay   | Total club    | Total club    | 3     | 1     | 0      | 0                | 0                | 0                | 6                     | 0                     | 0                     | 9     | 1     | 0      |
| New York City F. C. Estados Unidos | 1.ª           | 2021          | 25    | 4     | 0      | —                | —                | —                | —                     | —                     | —                     | 25    | 4     | 0      |
| New York City F. C. Estados Unidos | 1.ª           | 2022          | 35    | 4     | 14     | 3                | 1                | 1                | 4                     | 2                     | 1                     | 42    | 7     | 16     |
| New York City F. C. Estados Unidos | 1.ª           | 2023          | 31    | 5     | 5      | 1                | 0                | 0                | 3                     | 2                     | 1                     | 35    | 7     | 6      |
| New York City F. C. Estados Unidos | 1.ª           | 2024          | 35    | 13    | 6      | —                | —                | —                | 4                     | 3                     | 0                     | 39    | 16    | 6      |
| New York City F. C. Estados Unidos | Total club    | Total club    | 126   | 26    | 25     | 4                | 1                | 1                | 11                    | 7                     | 2                     | 141   | 34    | 28     |
| Botafogo F. R. · Brasil            | 1.ª           | 2025          | 6     | 0     | 0      | 1                | 0                | 0                | 3                     | 0                     | 0                     | 10    | 0     | 0      |
| Botafogo F. R. · Brasil            | Total club    | Total club    | 6     | 0     | 0      | 1                | 0                | 0                | 3                     | 0                     | 0                     | 10    | 0     | 0      |
| Total carrera                      | Total carrera | Total carrera | 176   | 38    | 40     | 6                | 1                | 2                | 31                    | 9                     | 2                     | 213   | 48    | 44     |
| 1. 2.                              |               |               |       |       |        |                  |                  |                  |                       |                       |                       |       |       |        |

### Selección nacional
Actualizado hasta su último partido disputado el 7 de febrero de 2020.
| Selección        | Año             | Amistosos | Amistosos | Amistosos | Eliminatorias | Eliminatorias | Eliminatorias | Continental | Continental | Continental | Mundial | Mundial | Mundial | Total | Total | Total  |
| Selección        | Año             | Part.     | Goles     | Asist.    | Part.         | Goles         | Asist.        | Part.       | Goles       | Asist.      | Part.   | Goles   | Asist.  | Part. | Goles | Asist. |
| ---------------- | --------------- | --------- | --------- | --------- | ------------- | ------------- | ------------- | ----------- | ----------- | ----------- | ------- | ------- | ------- | ----- | ----- | ------ |
| Sub-17 · Uruguay | 2016            | 4         | 0         | 0         | —             | —             | —             | —           | —           | —           | —       | —       | —       | 4     | 0     | 0      |
| Sub-17 · Uruguay | 2017            | —         | —         | —         | —             | —             | —             | 3           | 0           | 0           | —       | —       | —       | 3     | 0     | 0      |
| Sub-17 · Uruguay | Total           | 4         | 0         | 0         | 0             | 0             | 0             | 3           | 0           | 0           | 0       | 0       | 0       | 7     | 0     | 0      |
| Sub-20 · Uruguay | 2018            | —         | —         | —         | —             | —             | —             | 2           | 0           | 0           | —       | —       | —       | 2     | 0     | 0      |
| Sub-20 · Uruguay | 2019            | 2         | 0         | 1         | —             | —             | —             | —           | —           | —           | 3       | 0       | 0       | 5     | 0     | 1      |
| Sub-20 · Uruguay | Total           | 2         | 0         | 1         | 0             | 0             | 0             | 2           | 0           | 0           | 3       | 0       | 0       | 7     | 0     | 1      |
| Sub-23 · Uruguay | 2020            | —         | —         | —         | 5             | 0             | 1             | —           | —           | —           | —       | —       | —       | 5     | 0     | 1      |
| Sub-23 · Uruguay | Total           | 0         | 0         | 0         | 5             | 0             | 1             | 0           | 0           | 0           | 0       | 0       | 0       | 5     | 0     | 1      |
| Total selección  | Total selección | 6         | 0         | 1         | 5             | 0             | 1             | 5           | 0           | 0           | 3       | 0       | 0       | 19    | 0     | 2      |
| 1. 2. 3.         |                 |           |           |           |               |               |               |             |             |             |         |         |         |       |       |        |

## Palmarés

### Títulos nacionales
| Título                      | Club                | País           | Año    |
| --------------------------- | ------------------- | -------------- | ------ |
| Supercopa Uruguaya          | C. Nacional de F.   | Uruguay        | 2019   |
| Primera División de Uruguay | C. Nacional de F.   | Uruguay        | C-2019 |
| Campeonato Uruguayo         | C. Nacional de F.   | Uruguay        | 2019   |
| Campeonato Uruguayo         | C. Nacional de F.   | Uruguay        | 2020   |
| MLS Cup                     | New York City F. C. | Estados Unidos | 2021   |

### Títulos internacionales
| Título                   | Club              | País    | Año  |
| ------------------------ | ----------------- | ------- | ---- |
| Copa Libertadores Sub-20 | C. Nacional de F. | Uruguay | 2018 |